# Quercus championii
Espèce
Classification phylogénétique
Quercus championii est une espèce d'arbres du sous-genre Cyclobalanopsis. L'espèce est présente en Chine et à Taïwan.